# Troisième circonscription de la préfecture de Niigata
La troisième circonscription de la préfecture de Niigata (新潟県第3区, Niigata-ken dai-san-ku) est l'une des cinq circonscriptions législatives que compte la préfecture de Niigata au Japon.

## Description géographique
Entre 1994 et 2013, la troisième circonscription de la préfecture de Niigata regroupait les villes de Shibata, Murakami, Gosen et Toyosaka (ja), les districts de Kitakanbara, Higashikanbara et Iwafune et, dans le district de Nakakanbara (ja), le bourg de Muramatsu (ja).
Depuis 2013, elle réunit une partie de la ville de Niigata, les villes de Shibata, Murakami, Gosen, Agano et Tainai et les districts de Kitakanbara, Higashikanbara et Iwafune. À Niigata, elle couvre d'abord seulement une partie de l'arrondissement de Kita puis, depuis 2022, l'entièreté de cet arrondissement et de celui d'Akiha,,.

## Députés
| Législature | Début de mandat | Fin de mandat | Député élu            | Parti politique | Parti politique |
| ----------- | --------------- | ------------- | --------------------- | --------------- | --------------- |
| 41e         | 1996            | 2000          | Yamato Inaba (ja)     |                 | PLD             |
| 42e         | 2000            | 2003          | Yamato Inaba (ja)     |                 | PLD             |
| 43e         | 2003            | 2005          | Yamato Inaba (ja)     |                 | PLD             |
| 44e         | 2005            | 2009          | Yamato Inaba (ja)     |                 | PLD             |
| 45e         | 2009            | 2012          | Takahiro Kuroiwa (ja) |                 | PDJ             |
| 46e         | 2012            | 2014          | Hiroaki Saitō (ja)    |                 | PLD             |
| 47e         | 2014            | 2017          | Takahiro Kuroiwa      |                 | PDJ             |
| 48e         | 2017            | 2021          | Takahiro Kuroiwa      |                 | SE              |
| 49e         | 2021            | 2024          | Hiroaki Saitō         |                 | PLD             |
| 50e         | 2024            | -             | Takahiro Kuroiwa      |                 | PDC             |